# Intercités 100 % Éco
Les Intercités 100 % Éco étaient des trains de voyageurs diurnes circulant en France, et exploités par SNCF Voyageurs. Ce service commercial spécifique ne faisait pas partie des « trains d'équilibre du territoire » (TET), contrairement aux Intercités classiques et ceux de nuit.
Lancé en mai 2010, le service est interrompu en décembre 2020.

## Historique du réseau
Ces trains ont été lancés sous le nom de Téoz Éco, lors du week-end de la Pentecôte 2010, pour une période expérimentale de six mois, sur la relation Paris-Austerlitz – Toulouse-Matabiau.
Le 4 janvier 2012, la SNCF annonce la disparition de la marque « Téoz Éco », et le regroupement des trains Téoz, Lunéa et Corail Intercités sous l'appellation unique « Intercités » (avec les variantes « Intercités de nuit » et « Intercités 100 % Éco »).
Depuis le 4 avril 2015, il existe une liaison entre Paris-Austerlitz et Bordeaux. Elle disparaît le 19 mai 2019 ; néanmoins, les week-ends en période estivale, la desserte entre Paris-Austerlitz et Poitiers est reprise par la liaison Paris – La Rochelle, créée en juillet 2019.
Une liaison Paris-Est – Nancy – Strasbourg est lancée le 12 décembre 2015. Elle emprunte la ligne classique Paris – Strasbourg, pour un trajet durant plus de 4 h. Dans un premier temps, les trains circulaient uniquement les week-ends (un aller-retour le samedi et un autre le dimanche). Un aller-retour le vendredi a été ajouté le 3 juillet 2016 ; des arrêts supplémentaires à Lunéville, Sarrebourg et Saverne sont dès lors réalisés par tous les trains de la relation. En décembre 2018, la fréquence est réduite à un aller les samedis et un retour les dimanches. Toutefois, ce train est supprimé le 19 mai 2019, notamment en raison de la concurrence du service Ouigo (grande vitesse à bas coûts, existant sur la liaison Paris-Est – Strasbourg depuis juillet 2018). Néanmoins, un TER effectue quotidiennement le même trajet depuis décembre 2018.
Une liaison Paris-Austerlitz – Nantes est également lancée en décembre 2015 (prolongée à La Baule-Escoublac et Le Croisic, pendant l'été).
Une relation Paris-Bercy – Lyon-Part-Dieu est mise en place le 16 décembre 2017 ; ces trains circulent uniquement le week-end, au rythme d'un aller-retour quotidien. Cette relation est prolongée jusqu'à Grenoble à partir du 6 juillet 2019, et effectue depuis lors un arrêt supplémentaire à Dijon.
Le service est arrêté le 12 décembre 2020 (toutefois, un service similaire est créé le 11 avril 2022 par la SNCF : « Ouigo Train Classique »). La liaison Paris-Bercy – Grenoble est alors partiellement remplacée par un TGV Ouigo Aéroport Charles-de-Gaulle – Marne-la-Vallée – Lyon-Saint-Exupéry – Grenoble – Bourg-Saint-Maurice, circulant de manière saisonnière ; sa desserte francilienne est reportée à Paris-Gare-de-Lyon dès le 15 décembre 2022.

## Service et prix
Les billets, avec réservation obligatoire, étaient achetables uniquement sur Internet, et n'étaient ni échangeables ni remboursables.

## Matériel roulant

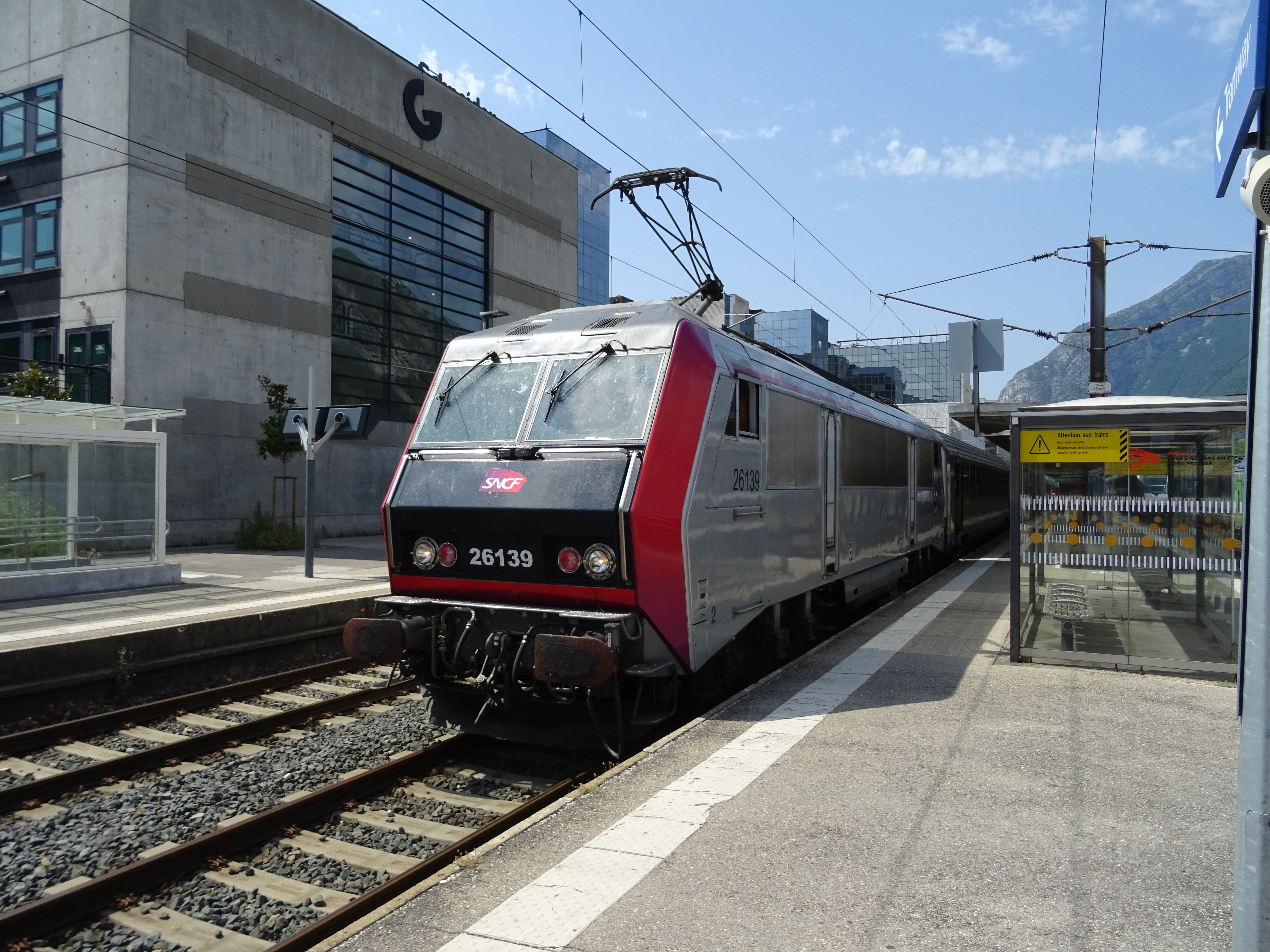
La BB 26139, en tête du train Paris – Grenoble (juillet 2019).

Ces trains étaient assurés par des voitures Corail (notamment « Corail Plus »), tractées par des locomotives BB 7200 ou surtout BB 26000.
Néanmoins, sur la liaison Paris – Toulouse, ils présentaient la particularité d'être composés avec du matériel Corail des trains de nuit (voitures-couchettes et voitures à sièges à dossier inclinable). Cette particularité a été supprimée en juillet 2017, à la suite du prolongement, certains jours, de la liaison Intercités de nuit Paris – Toulouse jusque Cerbère / Portbou, ne permettant donc plus la réutilisation du matériel pour assurer l'Intercités 100 % Éco[réf. souhaitée].